# Sardarashen
Sardarashen (azerbajdzjanska: Sərdarkənd, armeniska: Սարդարաշեն) är en ort i Azerbajdzjan.   Den ligger i distriktet Xocalı Rayonu, i den centrala delen av landet, 270 km väster om huvudstaden Baku. Sardarashen ligger 1 004 meter över havet och antalet invånare är 181.
Terrängen runt Sardarashen är huvudsakligen kuperad. Sardarashen ligger uppe på en höjd. Närmaste större samhälle är Stepanakert, 19,1 km söder om Sardarashen. 
Trakten runt Sardarashen består till största delen av jordbruksmark. Runt Sardarashen är det ganska glesbefolkat, med 34 invånare per kvadratkilometer.